# Shimao Cross-Strait Plaza
Shimao Cross-Strait Plaza (世茂海峡大厦, «Шимао Хайся Даша» или «Шимао Кросс-Стрейт Плаза») — многофункциональный комплекс небоскрёбов, расположенный в китайском городе Сямынь (провинция Фуцзянь), на набережной района Сымин. Состоит из двух высотных башен и многоуровневого торгово-развлекательного центра. Построен в 2015 году в стиле модернизма. Архитектором комплекса выступила американская фирма Gensler, застройщиком — корпорация China State Construction Engineering, владельцем является шанхайская группа Shimao Property Holdings.

## Структура
- 59-этажная башня A (250 м) занята офисами, квартирами и гостиничными номерами пятизвёздочного отеля Conrad[4][5][6].
- 67-этажная башня B (295 м) занята офисами[7][8][9]; на вершине оборудована смотровая площадка и аттракционы[10].
- Торговый центр Emall[11].
- На трёх подземных уровнях размещаются паркинг и технологическое оборудование.

## Галерея

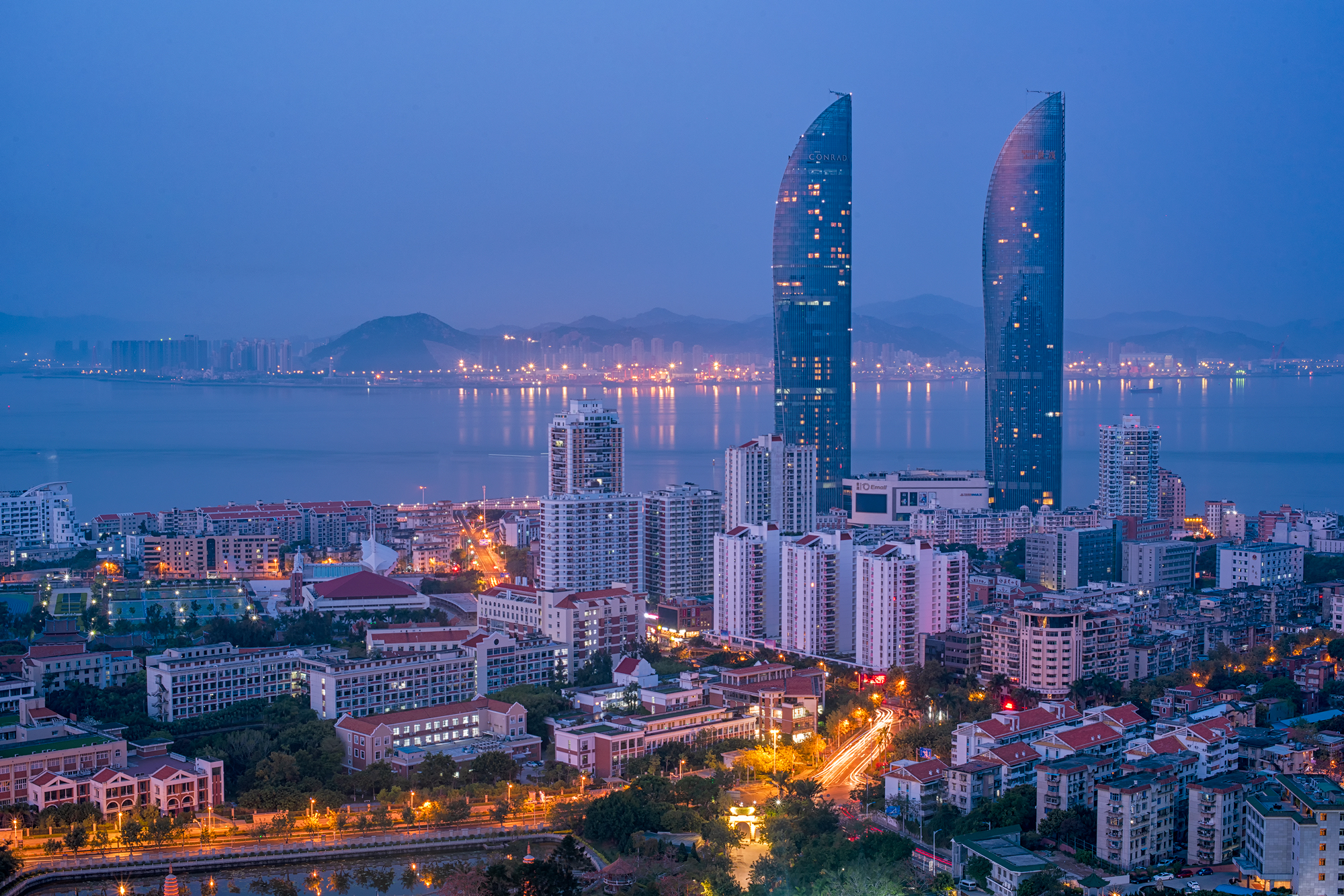
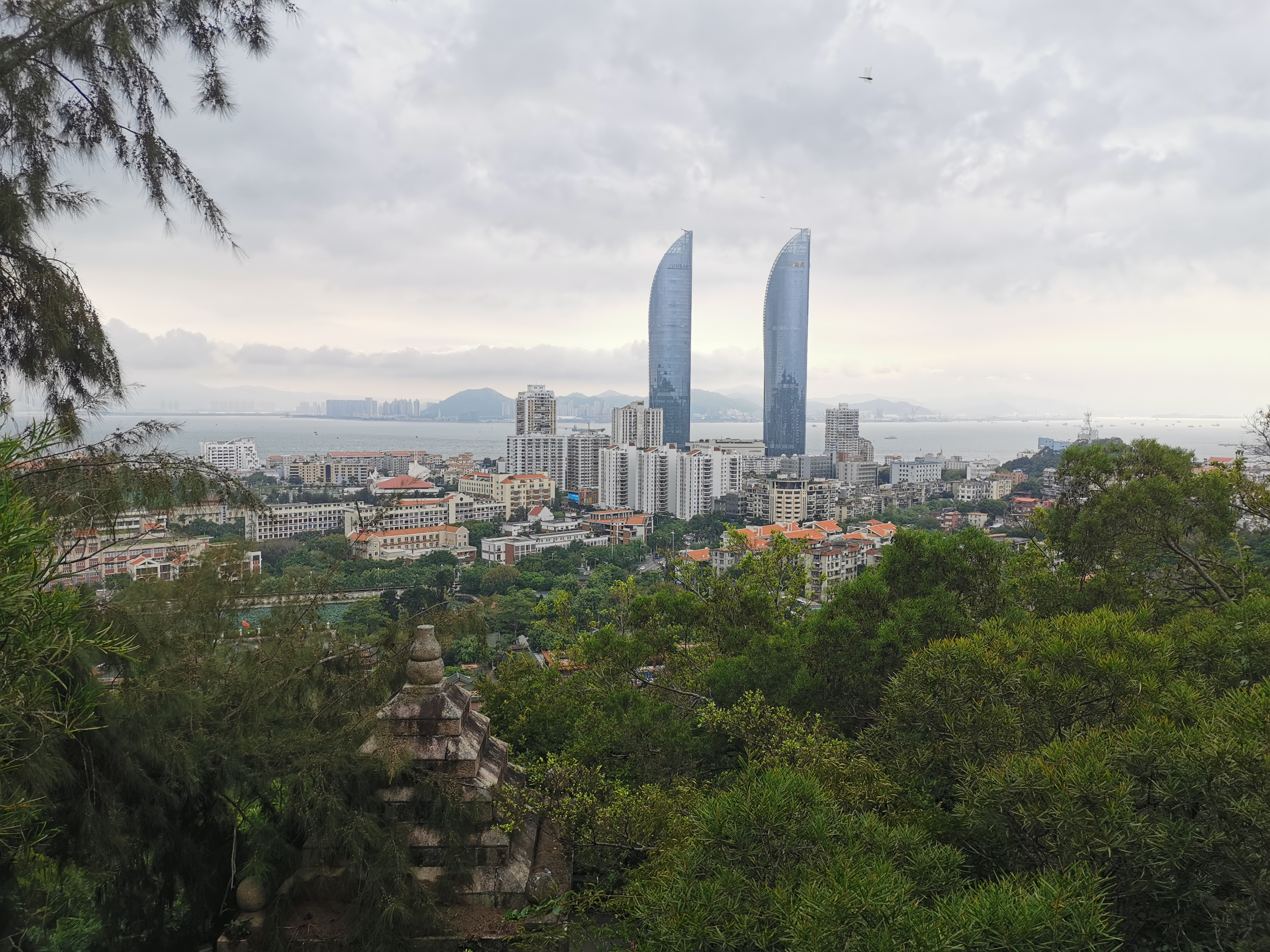
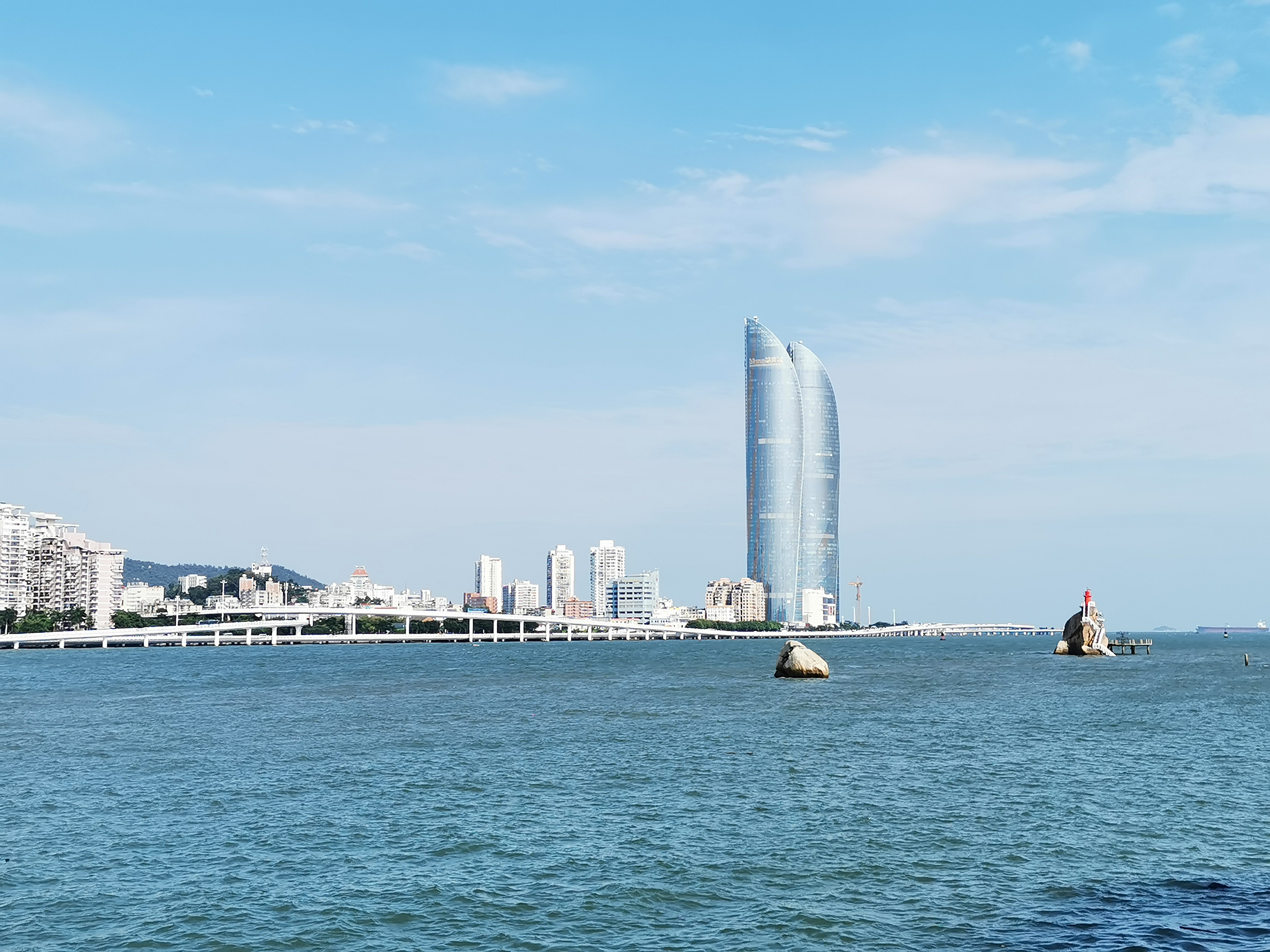
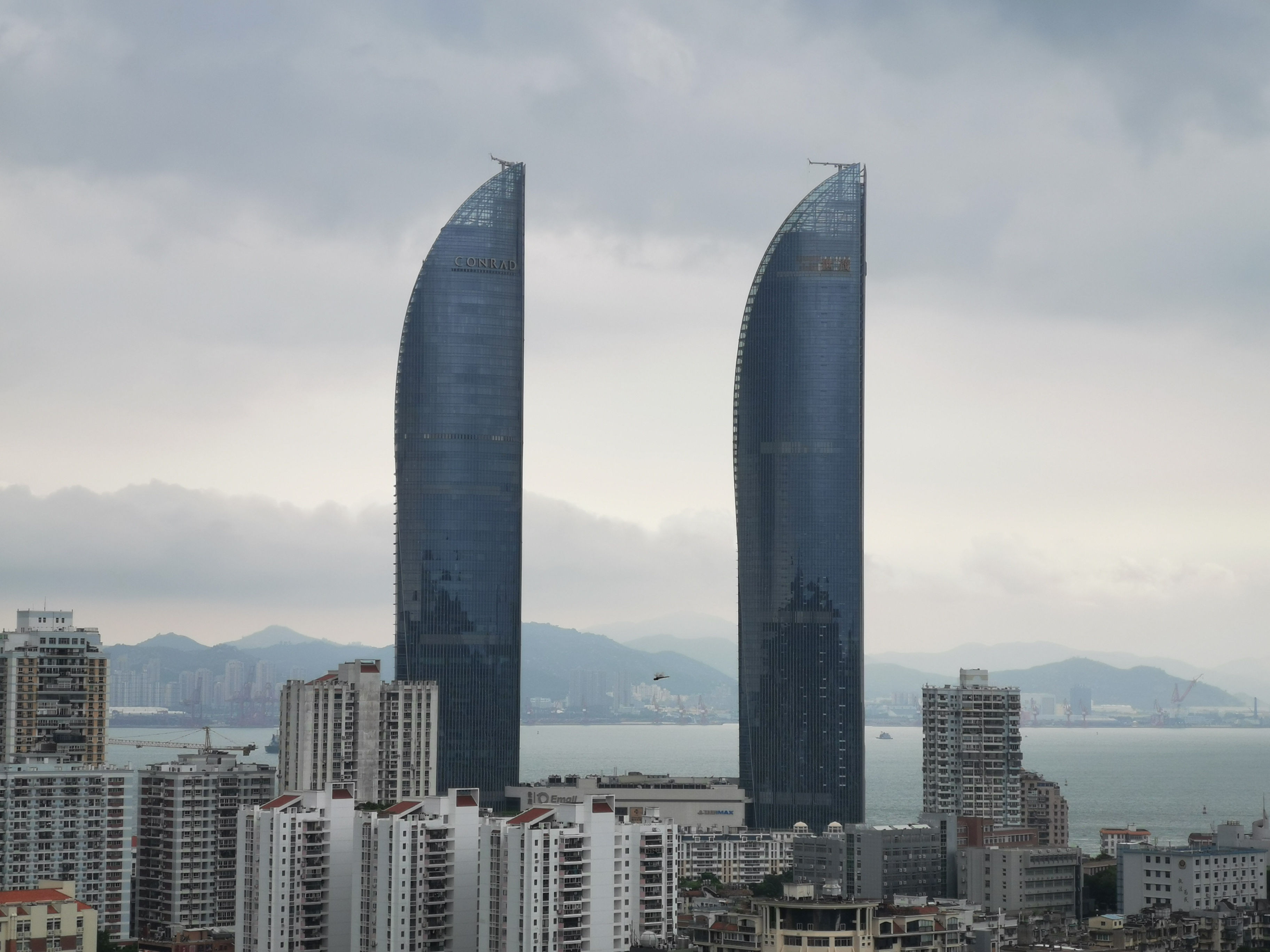
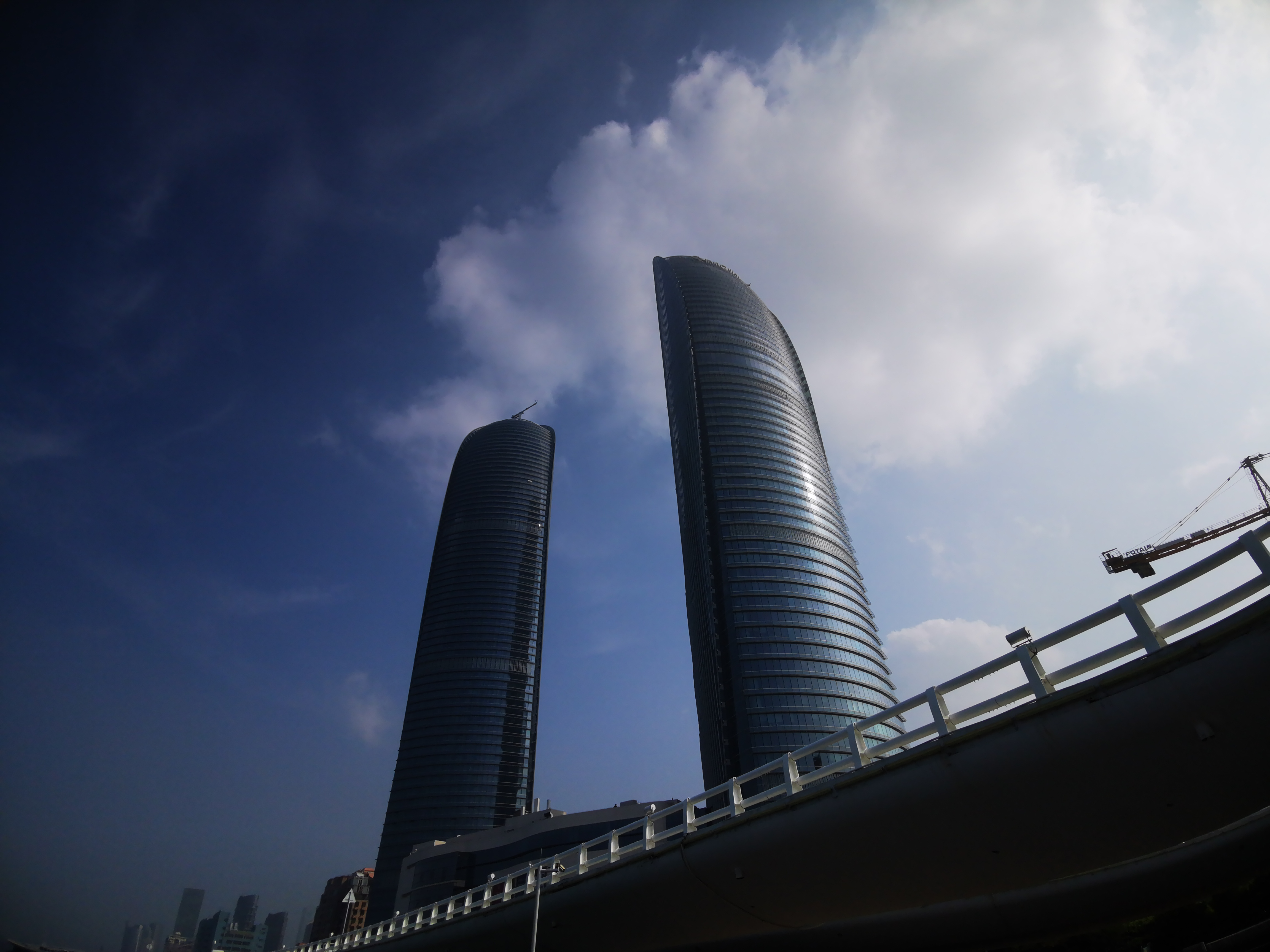
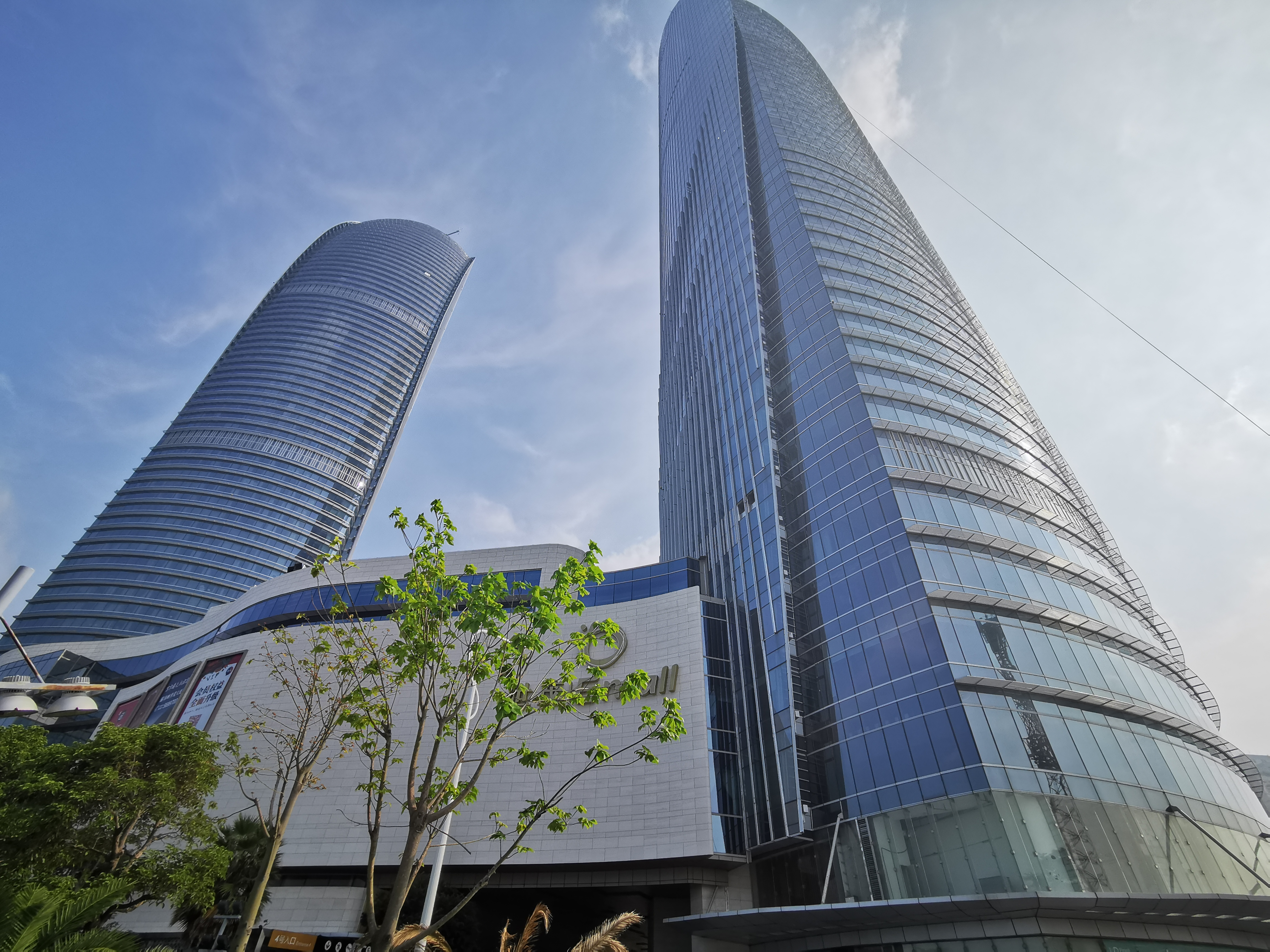